# Alberto Górriz
Alberto Górriz Echarte (Irun, 16 febbraio 1958) è un ex calciatore spagnolo, di ruolo difensore.
È primatista di presenze con la Real Sociedad (33) nelle competizioni UEFA per club.

## Carriera

### Club
Cresce calcisticamente con la Real Sociedad, società con cui esordisce con la squadra riserve nella stagione 1977-1978. Un anno più tardi viene "promosso" alla prima squadra, con la quale debutta nella Liga nella stagione 1978-1979, precisamente il 10 gennaio 1979 in Real Sociedad-Lleida, diventandone presto un titolare. Con la squadra di San Sebastián colleziona 599 presenze (461 in campionato), che lo rendono il giocatore con più presenze nella storia del club.
Si aggiudica inoltre una Supercoppa di Spagna, una Coppa del Re e per due volte lo scudetto spagnolo (1980-1981 e 1981-1982).

### Nazionale
La Nazionale spagnola lo vide in campo 12 volte, il cui esordio risale al 16 novembre 1988, durante Spagna-Irlanda del Nord (2-0).
Partecipò al Mondiale italiano del 1990, durante i quali segnò anche una rete durante Spagna-Belgio (2-1).
Conta anche 1 presenza con la Selezione di calcio dei Paesi Baschi.

## Palmarès

### Club
- Campionato spagnolo: 2

Real Sociedad: 1980-1981, 1981-1982
- Supercoppa di Spagna: 1

Real Sociedad: 1982
- Coppa di Spagna: 1

Real Sociedad: 1986-1987